# Arie Schans
Arie Schans (ur. 22 czerwca 1952) – holenderski trener piłkarski, były selekcjoner reprezentacji Bhutanu i Namibii, którą poprowadził w Pucharze Narodów Afryki 2008. Jako trener prowadził też takie kluby jak: holenderski amatorski VV DOVO Veenendaal, japońska Oita Trinita i chiński Changchun Yatai.